# Laco Déczi
Laco Déczi (původním jménem Ladislav Déči, * 29. března 1938 Čeklís) je slovensko-americký jazzový trumpetista, hudební skladatel a malíř. V roce 1962 odešel z Bratislavy do Prahy, kde působil do emigrace do USA v roce 1985.

## Život

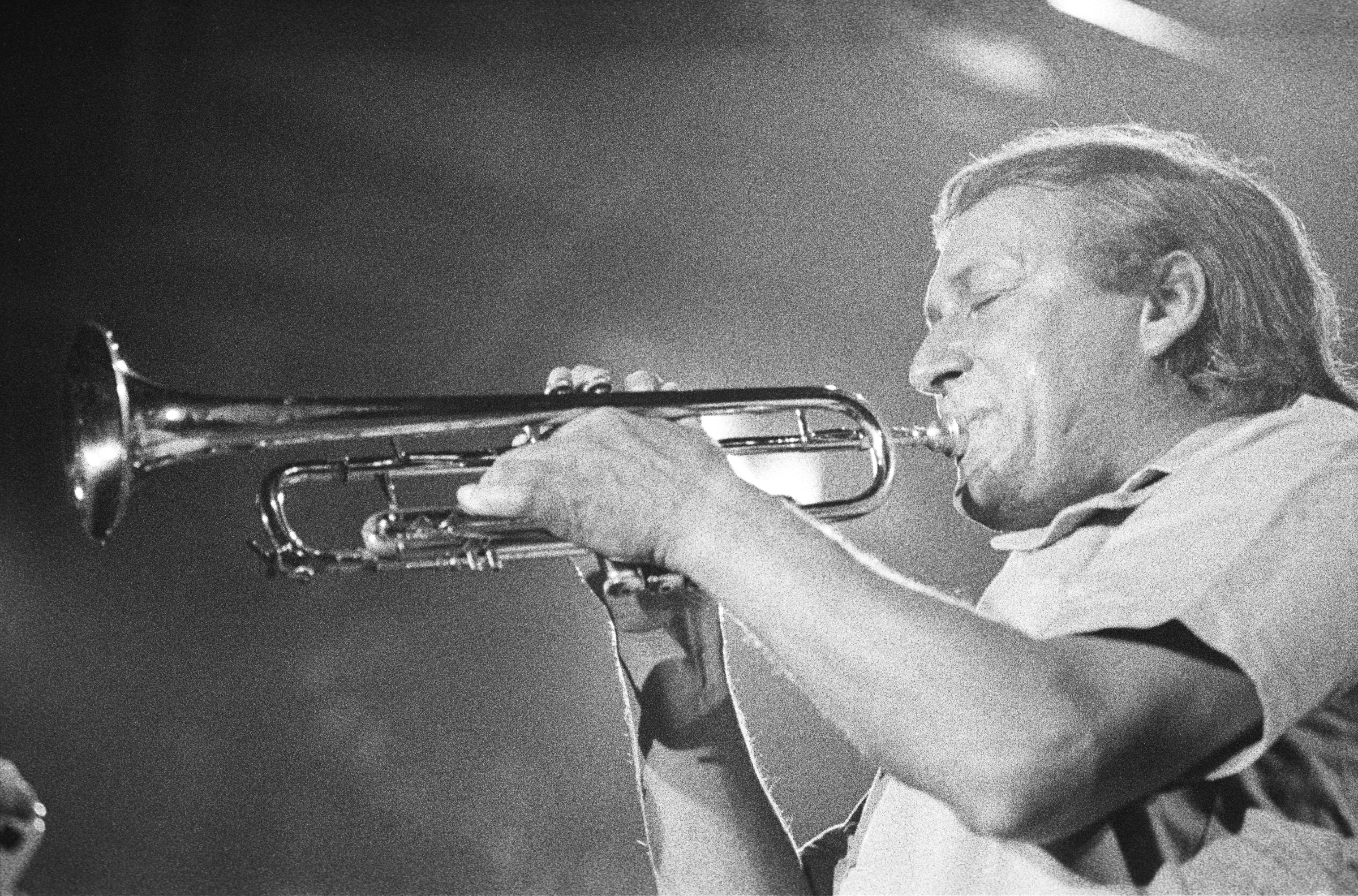
Laco Déczi, Mezinárodní jazzový festival, Praha, Lucerna, 15. říjen 1982

Od vstupu na profesionální hudební scénu byl Laco Déczi jejím enfant terrible. Už tehdy směřoval jinam než takřka všichni, kteří v tehdejším Československu hráli jazz. Navzdory převládajícímu trendu intelektuálního, téměř akademicky ukázněného west coast jazzu byly už Decziho amatérské bratislavské skupiny oddány explozivnímu hard bopu z opačného pobřeží Ameriky a on sám vyznával kult jeho tragicky zesnulého génia Clifforda Browna. Posedlostí touto stylovou orientací dokázal po příchodu do Prahy nakazit i zdejší mnohem starší kolegy včetně guru českého moderního jazzu Karla Velebného. Když se stal v letech 1963–1966 právoplatným členem Velebného legendárního SHQ, rozšířil Velebný, podle vzoru eastcoastových comb, původně čtyřčlenné obsazení na kvinteto. V repertoáru i na gramofonových nahrávkách SHQ se pak objevily první vlaštovky autentického hard bopu převzaté od Décziho celoživotního vzoru Clifforda Browna (Delilah, Jordu, Kiss And Run). S vlastní skupinou Celula a po emigraci s její americkou obdobou Celula New York dokázal poselství Brownovy trubky spojit do působivé symbiózy s elektrickou jazzrockou fúzí Milese Davise, v jejímž duchu se odvíjí Decziho hudba až do současnosti.
Českým filmovým divákům je znám především jako strojmistr a trumpetista Douda ve filmu Kalamita režisérky Věry Chytilové (1981). Jako přítel cimrmanologů Karla Velebného a Jiřího Šebánka se v první polovině 80. let podílel na jejich projektu Salón Cimrman, se Šebánkovým synem Filipem nějakou dobu hrál v kapele Celula.
Je také uveden na seznamech spolupracovníků Státní bezpečnosti, jako důvěrník StB, krycí jméno Kuba, evidenční číslo 25 955. V autobiografickém rozhovoru vysvětluje, že jediným důvodem k navázání spolupráce s StB v roce 1985 bylo získat zabavený pas a okamžitě vycestovat do Německé spolkové republiky – emigrovat z Československa.
V roce 1987 odešel z NSR do Spojených států. Zde je jeho přítomnost nejčastěji spojována s New Yorkem, na jehož předměstí dodnes občas bydlí. Do Česka se nadále pravidelně vrací, zpravidla na dvě koncertní turné ročně.
První desku, Laco Deczi & Celula Quintet – Pietoso, vydal v roce 1969. Deska byla nahrána ve studiu A pražského rozhlasu 7.–13. listopadu 1968.

## Osobní život
Má tři syny „A všichni se chytli, Pišta i Djingy jsou byznysmeni, Vaico se mnou hraje v kapele.“ V roce 1965 se oženil s Milenou († 1988) a 13. 8. 1965 se jim narodil syn Ladislav zvaný Vaico. Vaico Deczi je bubeníkem a hraje s otcem v Jazz Celula New York. Ze vztahu s Monikou se v roce 1985 narodil syn Štěpán zvaný Pišta (Štěpán Křišta, též Stepan Krista). Ze vztahu s Tchajwankou Wanli Fanchiang se v roce 1990 narodil Peter zvaný Djingi. V roce 2005 se Laco Deczi poznal s Češkou Catherine (* 25. 11. 1969 Ústí n. L.), zvanou Moon a 26. 1. 2010 se vzali. Catherine má z prvního manželství dcery Katrin a Barbaru.

## Diskografie

### Sólová
- 1969 – Laco Déczi & Celula Quintet – Pietoso
- 1971 – Laco Déczi – Sentimentálna trubka
- 1976 – Jazz Celula – Oheň až požár
- 1978 – Laco Déczi & Jazz Celula
- 1979 – Jazz Celula / Mini Jazz Klub č. 21
- 1980 – Laco Déczi, Zdeněk „Sarka“ Dvořák – Mini Jazz Klub č. 31
- 1982 – Celula International – Jazzissimo (live in Parnas Club Prague)
- 1982 – Laco Déczi, Zdeněk „Sarka“ Dvořák – Duo
- 1986 – Jazz Celula 5
- 1989 – Laco Deczi & Celula New York
- 1993 – Celula New York Sextet
- 1995 – Laco Deczi – Forever Again
- 1996 – Laco Deczi and his Celula New York – Live in Všenory
- 1996 – Laco Deczi Quintet – Painter Mikulka
- 1998 – Celula New York – Horse Manure
- 1998 – Laco Deczi Trio – Djingy
- 1999 – Celula New York – Tibet
- 2000 – Celula New York – Bank
- 2000 – Celula New York – Horse Power
- 2001 – Laco Deczi & Celula New York – Gas
- 2002 – Laco Deczi & Celula New York – Gadula Island
- 2002 – Laco Deczi & Celula New York – King
- 2003 – Laco Deczi & Celula New York – Job
- 2003 – Laco Deczi & Celula New York – Mewe
- 2004 – Laco Deczi & Celula New York Live
- 2005 – Laco Deczi & Celula New York – Jazz na Hradě (Jazz at the Castle)
- 2005 – Laco Deczi & Celula New York – Land
- 2006 – Laco Deczi & Celula New York Live – Carton
- 2006 – Laco Deczi plays Ballads
- 2007 – Laco Deczi & Celula New York – Open
- 2007 – Laco Deczi & Celula – Memories of You
- 2008 – Laco Deczi & Celula New York – Jazz na Hradě (Jazz at the Castle)
- 2008 – Laco Deczi – Happy Birthday (live)
- 2008 – Laco Deczi & Celula New York – Big Shot
- 2010 – Best of Laco Deczi
- 2010 – Laco Deczi – Morgan
- 2010 – Laco Deczi & Celula New York Live – Šelepov Brno
- 2012 – Laco Deczi & Celula New York – Galant
- 2012 – Laco Deczi & Celula New York – Eggenberg
- 2012 – Laco Déczi & Štěpán Markovič – Reunion – Jazz na Hradě
- 2013 – Laco Deczi & Celula New York – Autumn in New York
- 2013 – Laco Deczi & Celula New York – Kubík
- 2014 – Laco Deczi & Celula New York – Collection
- 2015 – L. Deczi, C. Depino, B. Albrecht, Celula New York – Porto – Live ze studia A
- 2015 – Laco Deczi & Celula New York – Live „U Franců“
- 2017 – Laco Deczi a Celula New York – Live in Sono
- 2017 – Laco Deczi – Symphonic Ballads
- 2019 – Laco Deczi & Celula New York – Proton

### Další nahrávky
- 1964 – Československý Jazz 1963
- 1965 – Československý Jazz 1964
- 1965 – Jazz kolem Karla Krautgartnera
- 1965 – SH Kvintet / Reduta Kvintet (SP)
- 1965 – SHQ a přátelé
- 1966 – Československý Jazz 1966
- 1966 – SH / Jazz Quintet
- 1970 – Dobre sme sa oženili (L. Gerhardt, L. Déczi, L. Tropp, V. Kummer)
- 1970 – Václav Zahradník Big Band – Jazz Goes To Beat
- 1970 – Záplata (L. Gerhardt, T. Janovic)
- 1972 – Jazz – Ludvikovskij v Praze, JOČR
- 1974 – Nová syntéza 2 – Modrý Efekt & JOČR
- 1976 – Bratislavské džezové dni 1976
- 1976 – Jazz ze studia A – JOČR
- 1977 – Bratislavské džezové dni 1977
- 1977 – Luděk Hulan – Milá společnost
- 1978 – Bratislavské džezové dni 1978
- 1978 – Dašek & Stivín & Velebný – Dialogy
- 1980 – Jiří Válek, Konstelace Josefa Vobruby
- 1980 – TOČR – Benefice
- 1981 – Bratislavské džezové dni 1981
- 1981 – Eva Olmerová, JOČR
- 1981 – JOČR – Jubileum
- 1981 – Karel Velebný & SHQ – Parnas (live)
- 1981 – Sonny Costanzo, JOČR – Na Sonnyho straně ulice
- 1984 – Jazz Randezvous with Gustav Brom
- 1985 – JOČR – Dobrý pocit
- 1994 – Jazz Face – Resolution
- 2000 – The Best of AghARTA

Vzhledem k dlouhému působení Laca Décziho v Tanečním orchestru Československého rozhlasu (TOČR) a Jazzovém orchestru Československého rozhlasu (JOČR) (1967–1968 Orchestr Karla Krautgartnera) je takřka nemožné dnes vypátrat, na kolika nahrávkách se v 60. až 80. letech 20. stol. podílel.

## Filmografie

### Filmová hudba
- 2008 – Setkání v Praze, s vraždou (TV film)
- 2001 – Den, kdy nevyšlo slunce (TV film)
- 1982 – Zimný semester (TV film)
- 1981 – Kalamita (celovečerní hraný film)

### Herecká filmografie
- 1966 – Mučedníci lásky
- 1973 – Milenci v roce jedna
- 1981 – Kalamita
- 1982 – Horí (TV film)
- 2018 – Milý Laco (internetová televize MALL.TV)
- 2018 – Odborný dohled nad výkladem snu

### Dokumentární filmy, televizní pořady aj.
- 1996 – Jazz klub 1996, záznam koncertu; 18. 7. 2011 na ČT2; režie R. Vodrážka, kamera J. Hruša
- 2001 – Banánové rybičky: Jak přežít moc a bezmoc; host zábavní talk show Haliny Pawlowské; premiéra: 18. 12. 2001, ČT
- 2000 – Chci jen hrát; dokumentární TV film
- 2005 – Uvolněte se, prosím; host zábavní talk show Jana Krause; premiéra 11. 11. 2005 na ČT1
- 2008 – Sólo pro... Laco Deczi; 14. 11. 2008 po půlnoci na ČT art; režie V. Fatka
- 2011 – Krásný ztráty; hosté Markéta Irglová a Laco Déczi v baru u Michala Prokopa; publicistická talk show; premiéra 16. 6. 2011 na ČT2
- 2012 – 13. komnata Laca Decziho; dokumentární a životopisný TV pořad; premiéra 27. 1. 2012 na ČT1
- 2012 – Živě na jedničce; TV pořad; hosté Laco Deczi a kapela, živá hudba: Laco Deczi; 29. květen 2012
- 2013 – Pára nad řekou; dokumentární jam session (jazzmani-emigranti Ján Jankeje, Lubomír Tamaškovič a Laco Deczi); 24. 2. 2019 po půlnoci na ČT art; režie F. Remunda a R. Kirchhoff
- 2015 – Déczi: Z hraní na svatbách žijeme, jsme jako kati, setnou kebuli jedno komu a dostanou zaplaceno. Rozhovor s Martinem Veselovským na DVTV; 18. 10. 2015
- 2015 – Všechnopárty; host zábavní talk show Karla Šípa; režie V. Polesný; premiéra 11. 12. 2015 na ČT1
- 2018 – Na plovárně s Lacem Deczim; rozhovor Marka Ebena s L. D.; režie J. Hojtaš; premiéra 19. 9. 2018 na ČT art
- 2019 – Laco Deczi & Celula New York; 7. 3. 2019 po půlnoci na ČT art; režie P. Vejslík